# Калциев оксид
Калциевият оксид (CaO), известен още като негасена вар, е широко използвано в практиката химично съединение. При стайна температура калциевият оксид е бяло, корозивно, алкално вещество с кристална структура. Получава се при термичното разлагане на варовика. Варовикът представлява калциев карбонат (CaCO3), който при нагряването си отделя калциев оксид и въглероден диоксид.
Гасенето на варта е процес, в който негасената вар се залива с вода, което е съпроводено с отделяне на голямо количество топлина. Така образуваното съединение, Ca(OH)2 (калциев дихидроксид или още гасена вар), има приложение в строителството.
Термичното разлагане на варовика и гасенето на варта са химични реакции, познати на човека още от праисторията.
Негасената вар след „гасене“ е основен свързващ елемент в строителството. Приготвената смес, наричана хоросан, се използва като свързващ продукт при тухлена или каменна зидария и като материал за вътрешни и външни мазилки.